# Pik Ljawirdyr
Der Pik Ljawirdyr ist der höchste Berg der Sarikolkette im östlichen Pamirgebirge in Xinjiang (Volksrepublik China) unweit der Grenze zu Tadschikistan.
Der Pik Ljawirdyr liegt im äußersten Süden der Sarikol-Kette. Er besitzt eine Höhe von 6351 m (nach anderen Quellen 6361 m).